# Dorfkirche Groß Gievitz

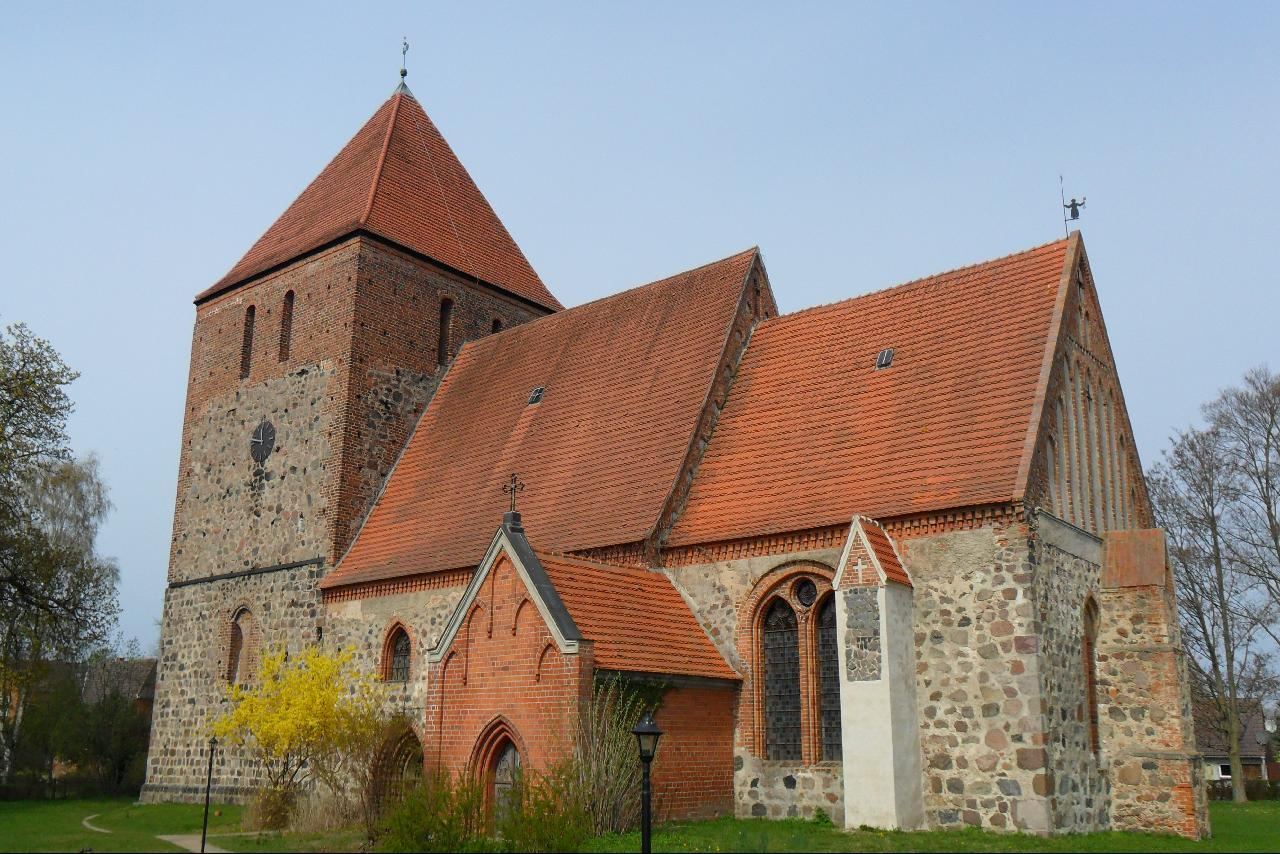
Dorfkirche in Groß Gievitz

Die Dorfkirche in Groß Gievitz, einem Ortsteil der Gemeinde Peenehagen im Landkreis Mecklenburgische Seenplatte in Mecklenburg-Vorpommern, ist eine historische Feldsteinkirche aus dem 13. Jahrhundert. Sie ist eine der Kirchen der Kirchgemeinde Rittermannshagen und Groß Gievitz in der Propstei Neustrelitz des Kirchenkreises Mecklenburg der Evangelisch-Lutherischen Kirche in Norddeutschland (Nordkirche).

## Geschichte

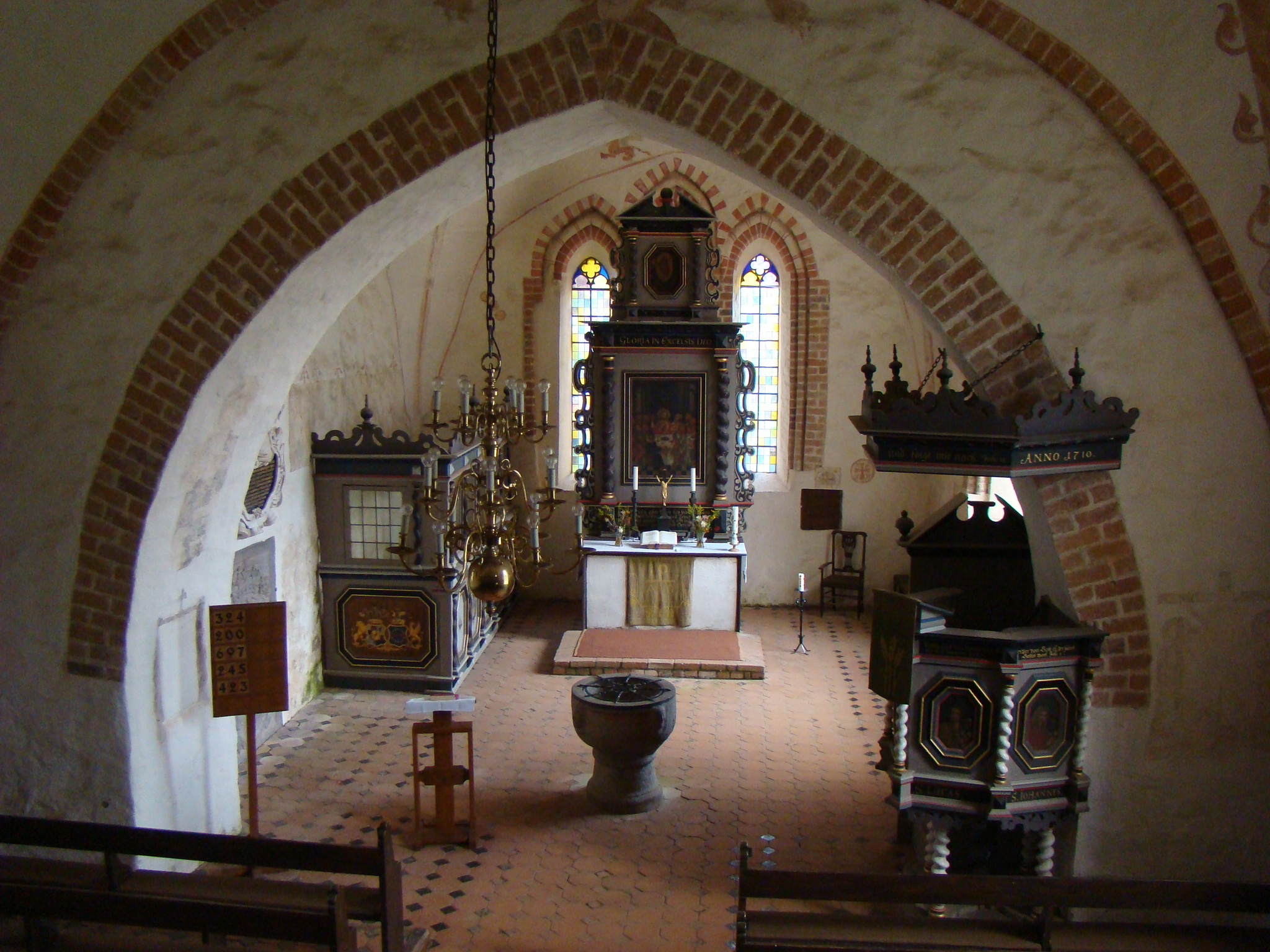
Chorbogen und Chor

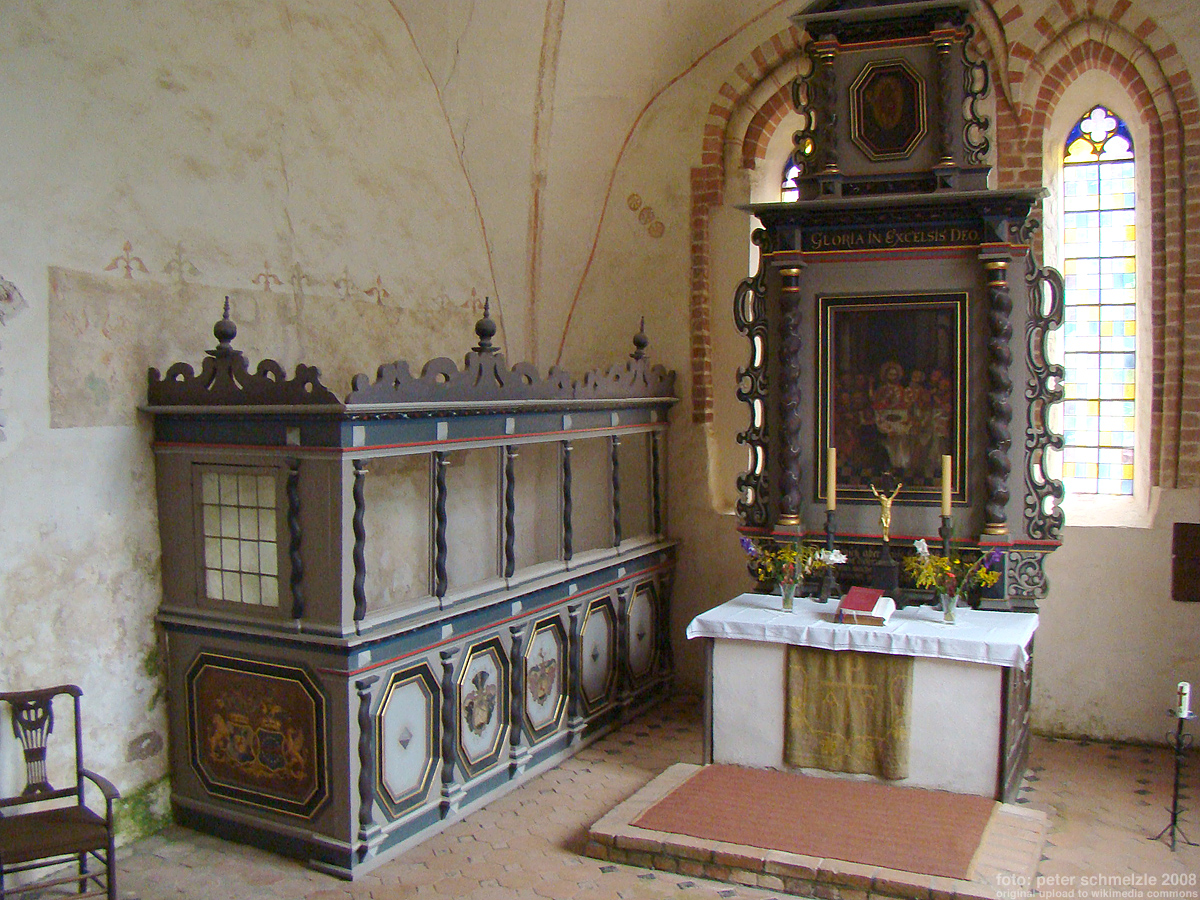
Patronatsloge und Altar im Chor

Die Kirche in Groß Gievitz geht auf die deutsche Besiedlung des Landes Schlön im 13. Jahrhundert zurück. Um die Zeit der Entstehung der ersten Pfarreien dort wurde wohl auch mit Bau der Kirche begonnen. Außer zu sakralen Zwecken diente der massive Feldsteinbau auch als Schutzraum für die Siedler. Als erstes wurden das Kirchenschiff und der nach Osten ausgerichtete Chor fertiggestellt, wenig später wurde der sich nach Westen anschließende Turm der Kirche errichtet. Die Kirche wurde wohl bereits bei ihrer Fertigstellung mit Fresken ausgemalt und war vermutlich dem Heiligen Petrus geweiht.
In den Notzeiten des Dreißigjährigen Krieges verkam die Kirche teilweise. In einem Visitationsbericht von 1662 wird angemerkt, dass der Turm kein Dach mehr habe und eine Reparatur notwendig sei. Bis 1682 ist das Turmgewölbe dann vollends eingestürzt. Die Ortsherrschaft in Groß Gievitz lag vermutlich bereits seit der deutschen Siedlungsgründung beim Adelsgeschlecht Voß. Nachdem Ernst Christoph von Voß (1655–1720), später kgl. großbrit. Major und fürstliche Durchlaucht zu Hannover, im Jahr 1692 das Gut und damit auch das Kirchenpatronat erhalten hatte, ließ er die durch Kriegseinwirkungen lange verzögerten Reparaturen an der Kirche durchführen und die Ausstattung erneuern. Auf ihn geht vermutlich auch die erste Übertünchung der mittelalterlichen Fresken zurück.
1793 stürzte der Turm der Kirche bei einem Sturm erneut ein, er wurde 1802 unter August Ernst von Voß (1779–1831) wieder aufgebaut. Im frühen 19. Jahrhundert wurde außerdem der Friedhof um die Kirche aufgegeben und ein neuer Friedhof weiter nordwestlich bei der Schmiede des Ortes angelegt, in dem von 1827 bis 1831 außerdem eine Begräbniskapelle für die Grafen Voß nach einer Zeichnung von Karl Friedrich Schinkel entstand.
Die Witwe des Grafen August Ernst, Luise von Voß geb. von Berg (1780–1865) hat 1857/58 eine umfassende Renovierung der Kirche veranlasst. Anlässlich dieser Renovierung wurden die Wände ein weiteres Mal getüncht und die barocke Ausstattung der Kirche wurde dem Zeitgeschmack entsprechend mit einer holzfarbenen Übermalung überstrichen und die Altarbilder mit anderen Motiven überdeckt. Die im Westen des Kirchenschiffs eingezogene Empore wurde vergrößert, um eine neue Lütkemüller-Orgel aufzunehmen, an der Nordwand entstand außerdem eine weitere Empore. Weitere Veränderungen dieses Umbaus waren der Anbau einer Sakristei sowie die Erhöhung des Fußbodens.
Nachdem das Gut Groß Gievitz 1935 an die Nordsiedlung GmbH gekommen war, ließ diese verschiedene Sicherungsmaßnahmen an der inzwischen wieder sanierungsbedürftigen Kirche durchführen. Unter anderem wurde der Turm mit einem Eisenband mit der Westwand des Kirchenschiffs verbunden.
Im Jahr 1958 traten unter einem sich lösenden Kalkfleck Reste der mittelalterlichen Bemalung zu Tage. Ab 1964 wurden die Wandmalereien dann wieder freigelegt und auch die ursprüngliche barocke Bemalung der Ausstattung sowie der ursprüngliche Bilderschmuck des Altars wiederhergestellt. Die Nordempore wurde wieder entfernt und ein alter Taufstein, der sich zuvor im Freien befunden hatte, im Kircheninneren aufgestellt.

## Beschreibung

### Architektur

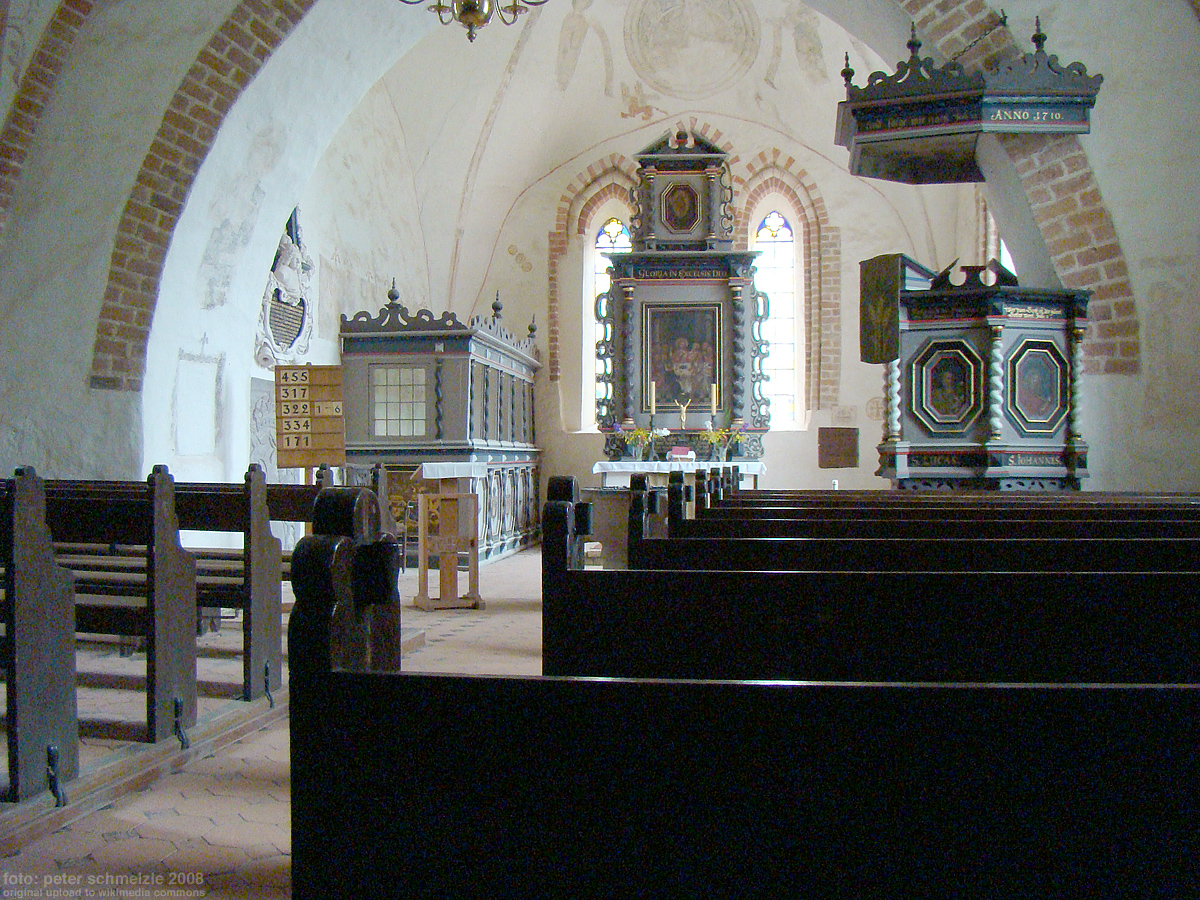
Blick zum Chor

Die Frühgotische Kirche ist ein Feldsteinbau mit Fenster- und Türgewänden aus Backstein. Auch das Giebeldreieck des Ostgiebels weist gotische Schmuckformen aus Backstein auf. Die beiden querrechteckigen Gewölbejoche des Langhause sind spitzbogig, aber es fehlen ihnen die Rippen. Im Osten schließt der leicht eingezogene, quadratische Chor und nach Westen der quadratische Turm an, an dessen Westseite sich das ursprüngliche Hauptportal befand. Der Triumphbogen als Durchgang vom Langhaus zum Chor hat eine gedrückte Spitzbogenform, die sich auch im Jochbogen des Langhauses sowie in der Form des mit Rundstäben aus glasierten und unglasierten Ziegeln gegliederten Südportals wiederfindet. Südlich an den Chor angebaut ist eine Sakristei, die durch die rundbogige ehemalige Priesterpforte der Kirche betreten werden kann. Die Konsolen der Joche des Langhauses sind mit plastischen Maskendarstellungen verziert.
Der Turm, der heute nur noch über eine kleine Tür vom Langhaus aus zugänglich ist, zeigt noch bauliche Überreste eines früheren Kreuzgewölbes, wie es vor dem Einsturz im 17. Jahrhundert bestand. Vermutlich bildete der Turm einst ein drittes Joch des Kirchenschiffs und war mit diesem auch durch einen größeren Durchlass verbunden.
Der kreuzgratgewölbte Chor hat an der Ostwand eine typisch frühgotische Gruppe von drei schmalen Spitzbogenfenstern. Das große Fenster an der Südwand des Chores geht vermutlich auch auf ehemals drei solcher Fenster zurück, es wurde erst im 19. Jahrhundert zu seiner heutigen Größe erweitert. Ebenfalls erweitert wurde das Südfenster des Langhauses, während das Nordfenster wohl noch seine ursprüngliche Form aufweist. Die Fenster des Turms wurden nach dessen Einsturz im Süden und Norden zugemauert. Der Turm weist außen noch die charakteristischen Öffnungen zur Befestigung des bei seiner Errichtung mitwachsenden Baugerüsts sowie ein einstmals zur Stabilisierung angebrachtes Stahlband auf.

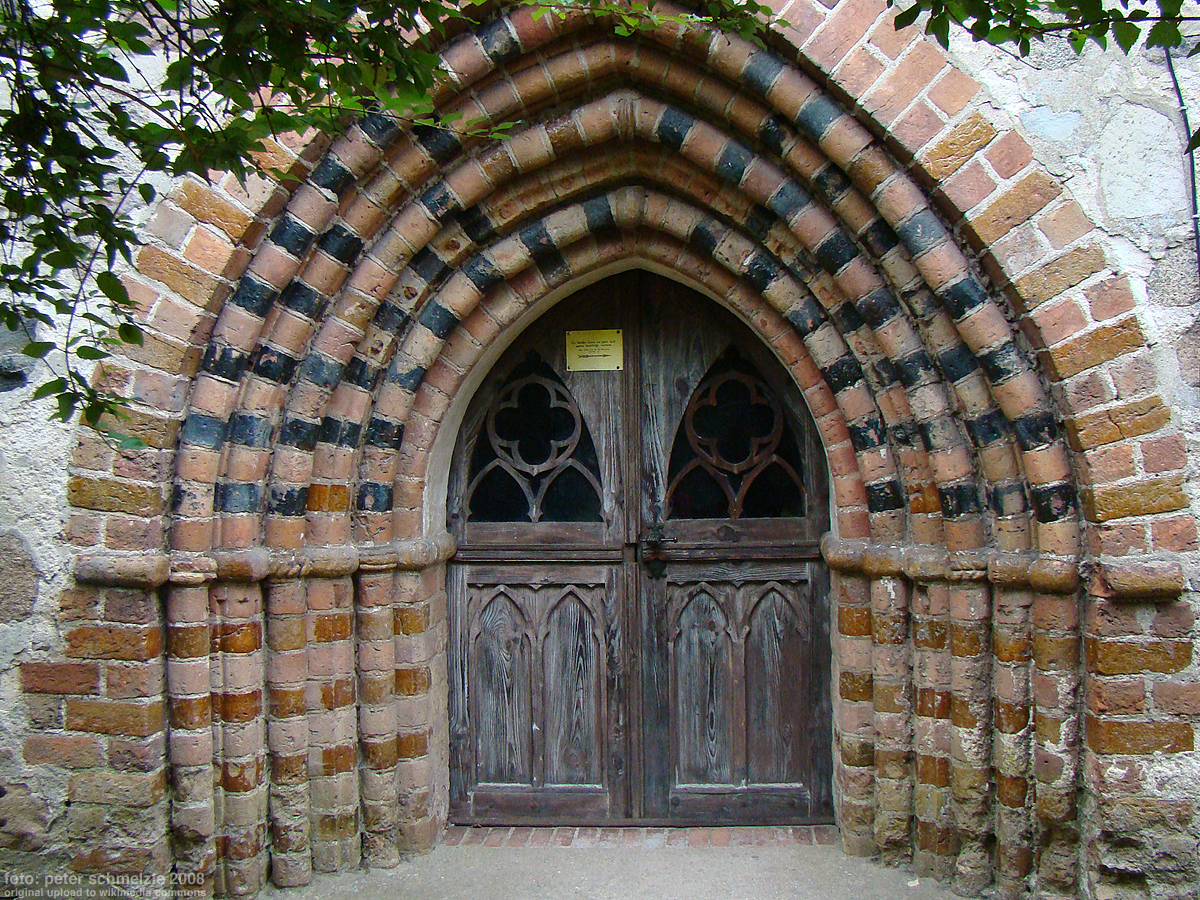
Südportal
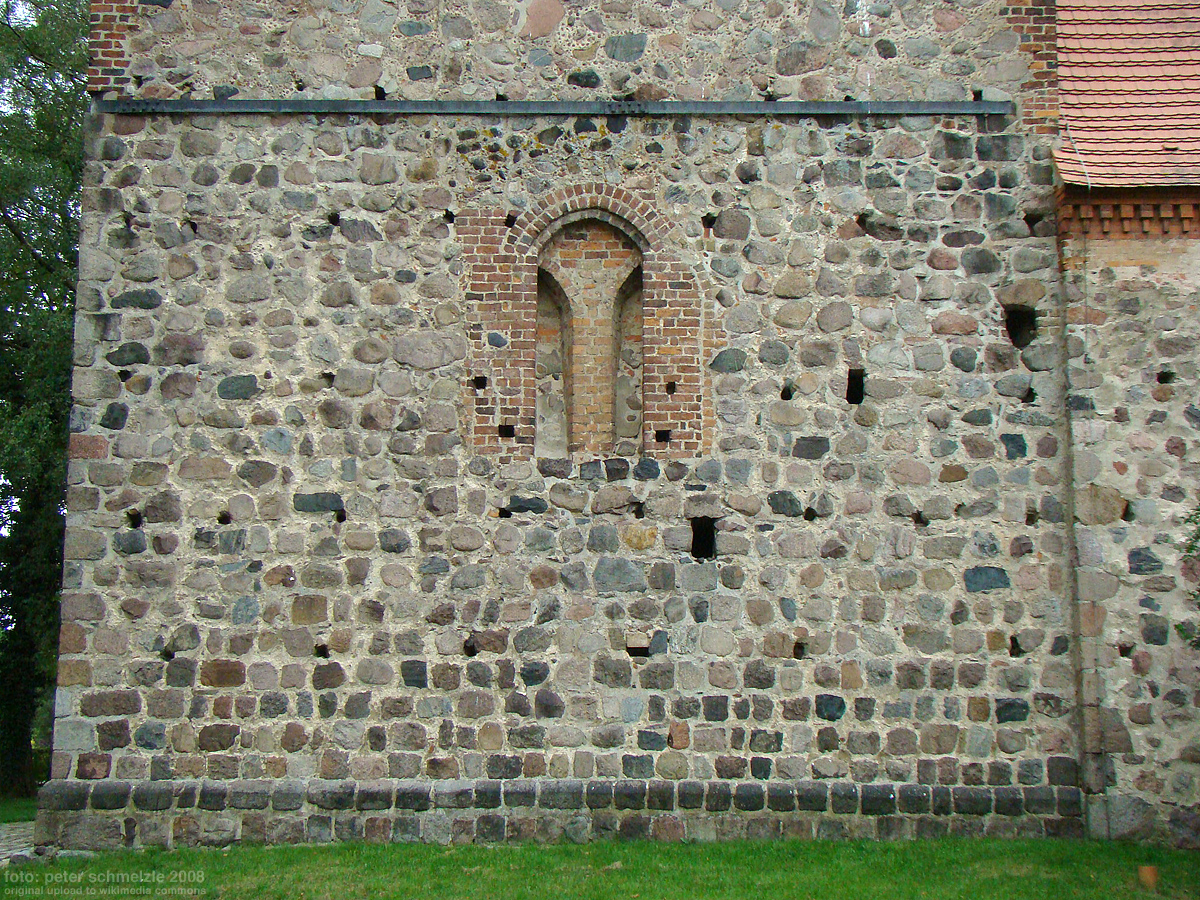
Außenfassade des Turms
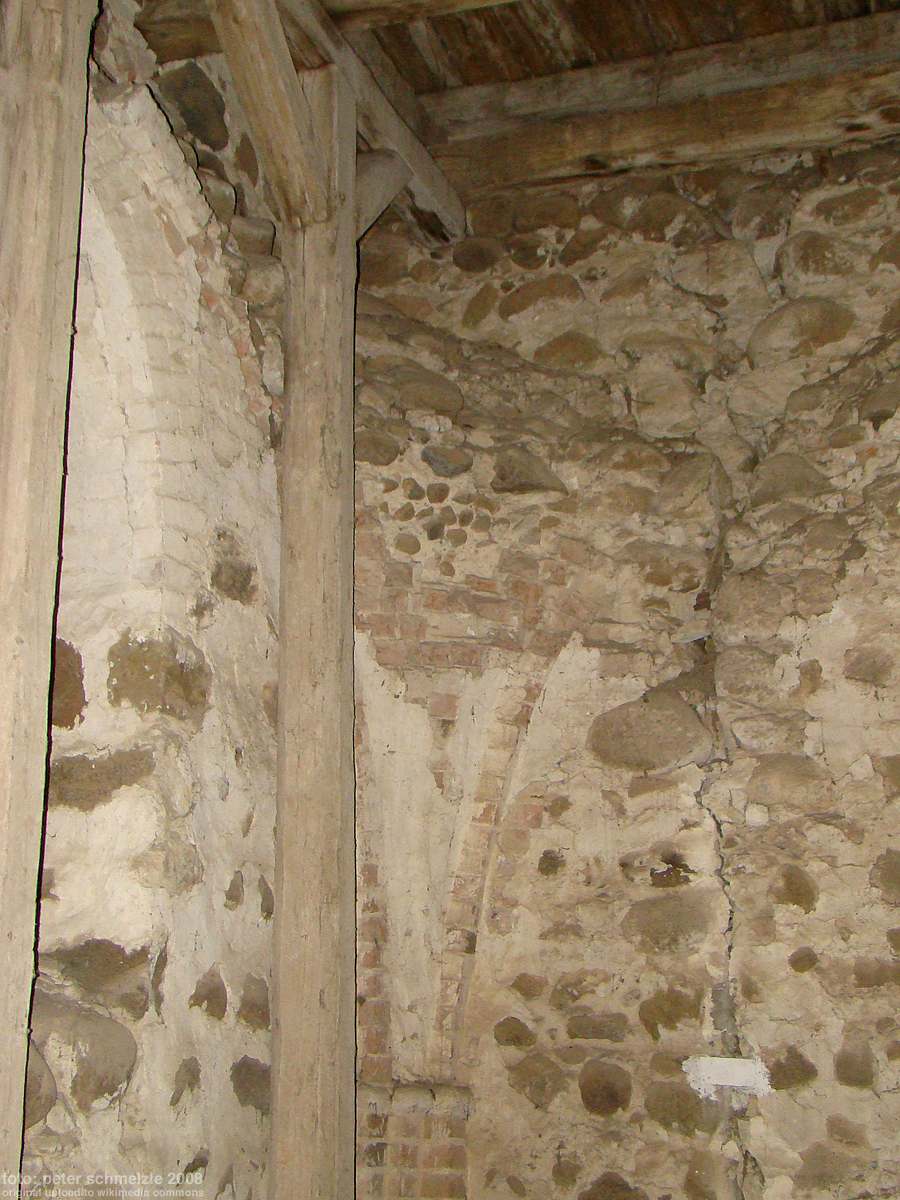
Gewölbe-Überreste im Turm

### Malereien

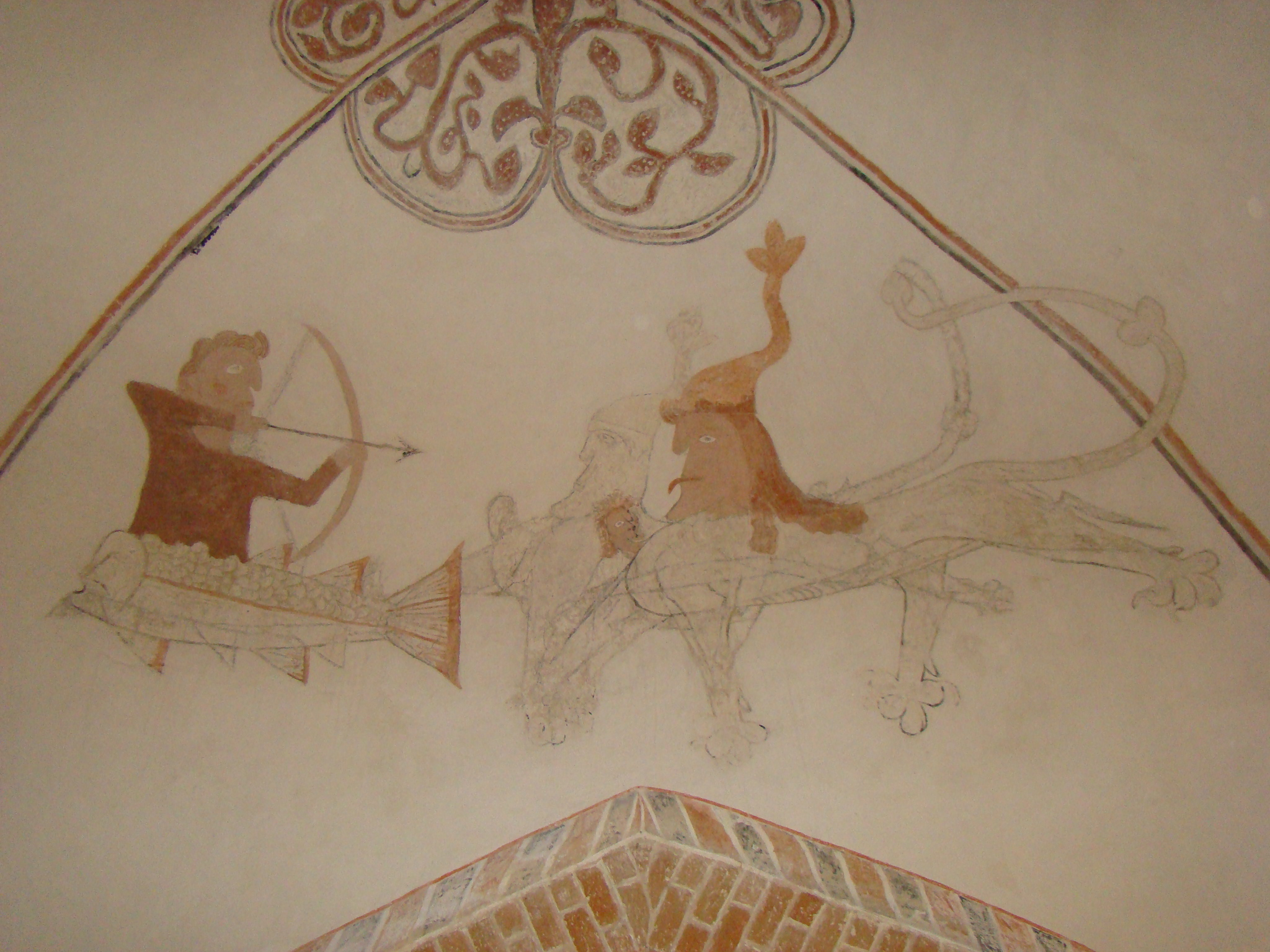
Fresko unbekannter Bedeutung im westlichen Langhausjoch

Das Chorgewölbe zeigt in seinen vier Feldern jeweils ein Kreuz und im Scheitel ornamentale Malereien. Im östlichen Feld des Chorgewölbes sind außerdem ein mandelförmiger Regenbogen, Christus als Weltenrichter, Evangelistensymbole sowie Darstellungen von Maria und Johannes dem Täufer mit Spruchbändern zu sehen. Weitere Malereien im Chor sind nur noch fragmentarisch zu erkennen, so z. B. ein vom Patronatsgestühl verdeckter Apostelfries und Räder, eventuell Wappenreste einer Stifterfamilie. Rechts vom Triumphbogen ist im Langhaus noch schwach eine gemalte Kreuzigungsgruppe zu erkennen, in der nördlichen Laibung des Triumphbogens eine nicht mehr zu bestimmende Heiligengestalt und über dem Triumphbogen eine Deesis. Die Joche des Langhauses und die Fenster weisen ornamentale Malereien auf.
Auffallend ist die Malerei im östlichen Feld des westlichen Joches. Von Süden schreiten zwei Mischwesen aus Mensch und Löwe in die Szene. Die Wesen haben einen Löwenkörper, aber menschliche Köpfe. Das vordere Wesen hat lange rote Haare und eine in einem Dreipass endende Zipfelmütze. Das hintere Wesen ist nicht koloriert und entspricht im Wesentlichen dem Wesen im Vordergrund, so dass es sich möglicherweise nur um eine Vorzeichnung handelt. An der Brust beider Wesen ist jeweils ein weiterer, aber wesentlich kleinerer Menschenkopf mit abstehenden Haaren angewachsen. Nach Norden schließt sich ein Fisch mit menschenähnlichem Gesicht an, aus dem sich ein Bogenschütze erhebt, der auf die ihm folgenden Löwenwesen zielt. Die Bedeutung der Szene ist unbekannt, sie steht möglicherweise im Zusammenhang mit einer weiteren Malerei im östlichen Joch, wo eine konturierte Figur an einer Rippe des Jochs emporzuklettern scheint. Da sich der Zugang zur Kirche einst im Westen befand und die den Blick zur Malerei behindernde Empore erst später eingezogen wurde, kam dieser nicht mehr zu deutenden Szene als beim Betreten der Kirche zentralem Bildwerk vermutlich größere Bedeutung zu.

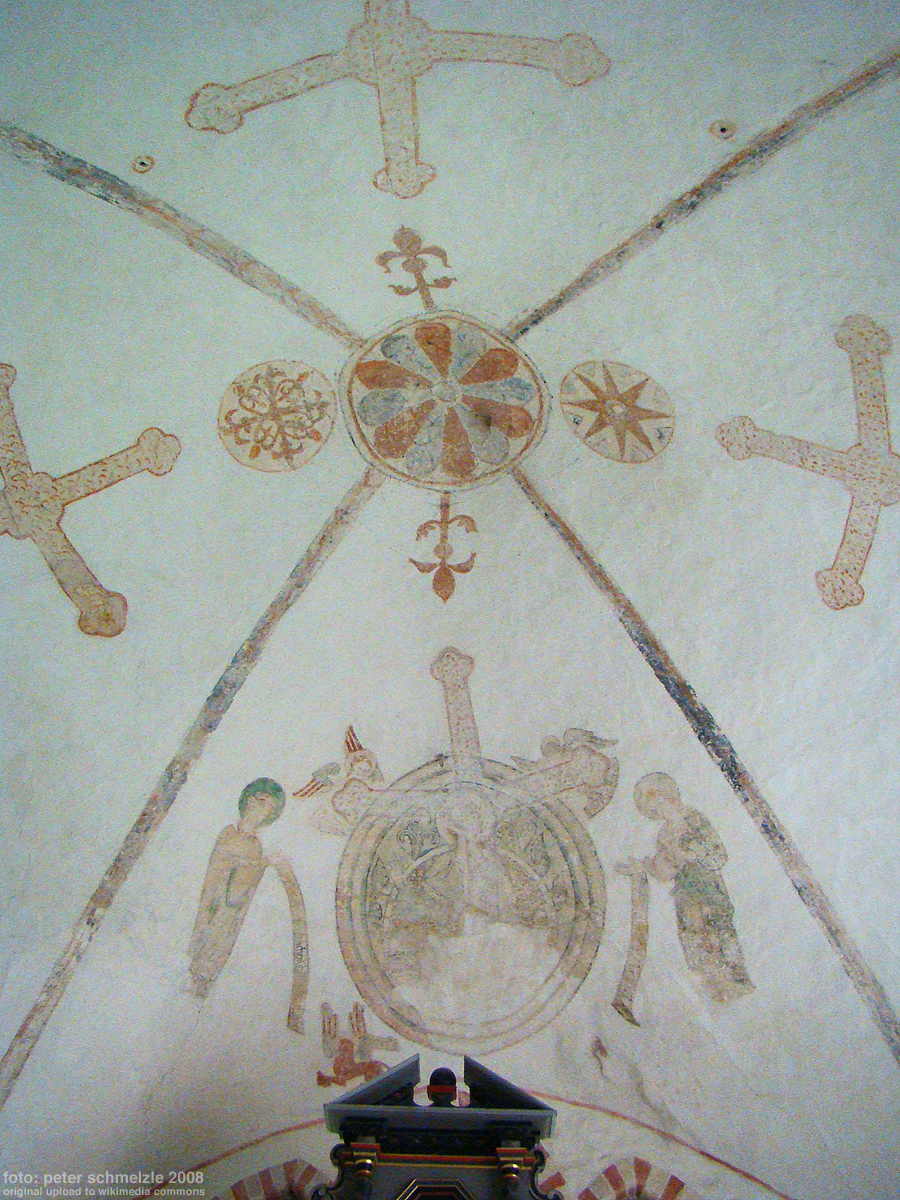
Malerei im Chorgewölbe
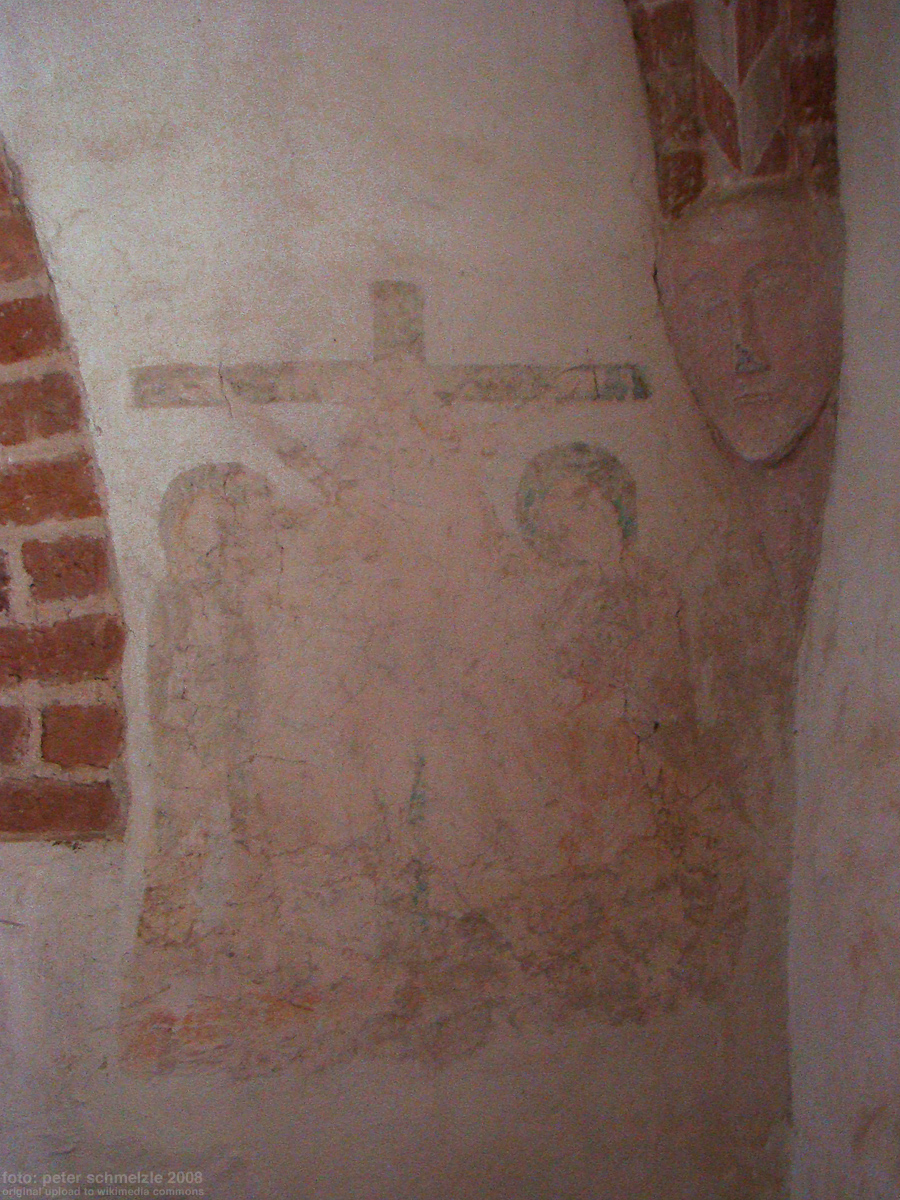
Kreuzigungsszene am Triumphbogen, mit Maskenkonsole

### Altar

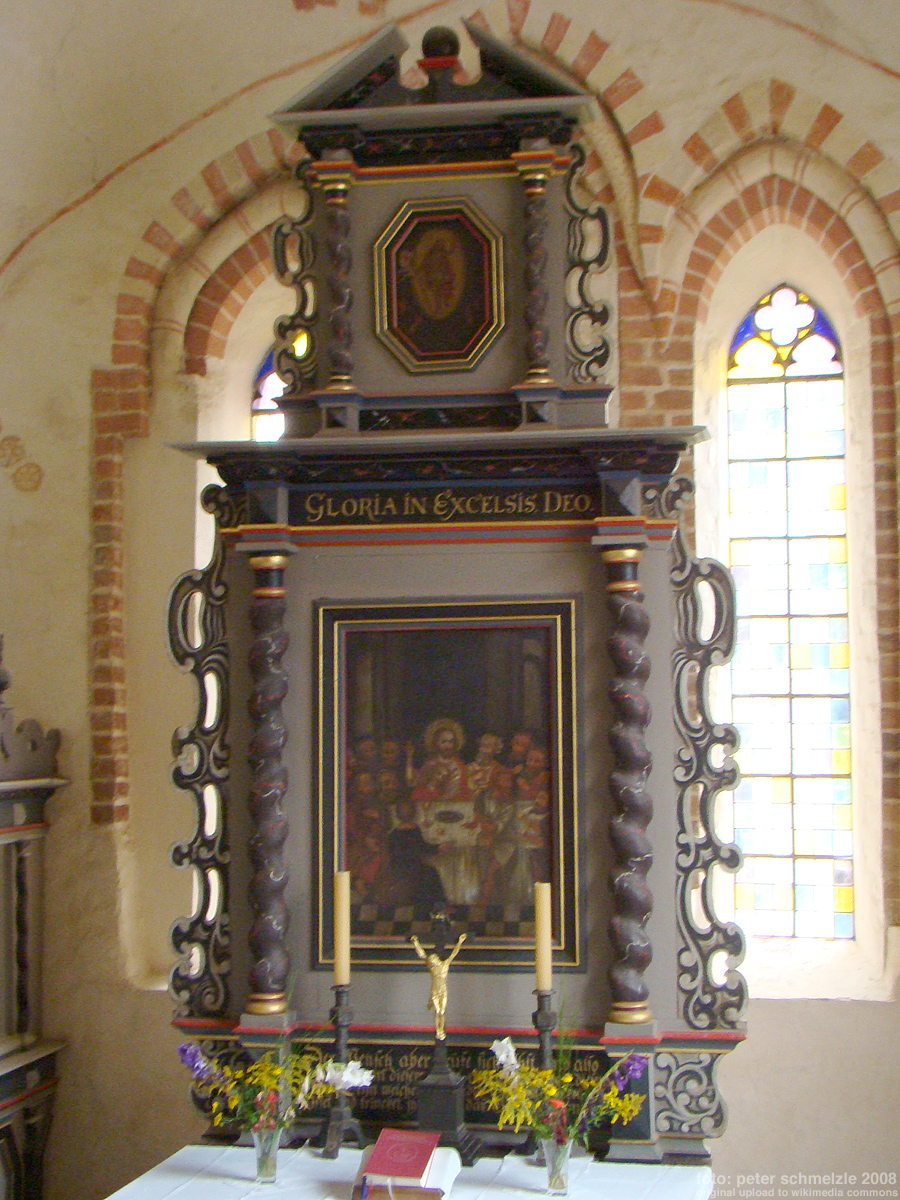
Altar-Aufbau

Die Ausstattung der Kirche aus Altar, Kanzel, Patronatsloge und Empore stammt stilgleich aus der Zeit vom Übergang der Renaissance zum Barock und wurde, nachdem sie seit dem 19. Jahrhundert übermalt war, bei der Restaurierung der Kirche in den 1960er Jahren wieder in ihre ursprüngliche Farbigkeit in Grau, Blau, Rot und Gold versetzt.
Das Hauptbild des Altars ist eine auf Holz gemalte Abendmahlsszene, die von zwei gedrehten und marmorierten Säulen flankiert wird. Die Predella des Altars ist mit einem sich auf das Abendmahl beziehenden Sinnspruch verziert, ein weiterer Spruch befindet sich zwischen Mittel- und Oberteil des Altars. Im Oberteil ist in einem achteckigen Rahmen abermals zwischen gedrehten Säulen eine Auferstehungsszene zu sehen.
Bei der Renovierung 1857/58 wurde das Abendmahlsbild des Altars mit einem Ölbild auf Leinwand überdeckt, das einen Ausschnitt von Raffaels „Verklärung Christi“ zeigte. Die Auferstehungsszene im oberen Bereich des Altars wurde durch eine von Putten umgebene Taube überdeckt. Die Abdeckungen verblieben dort, bis man in den 1960er Jahren die ursprünglichen Malereien wieder freigelegt hat.

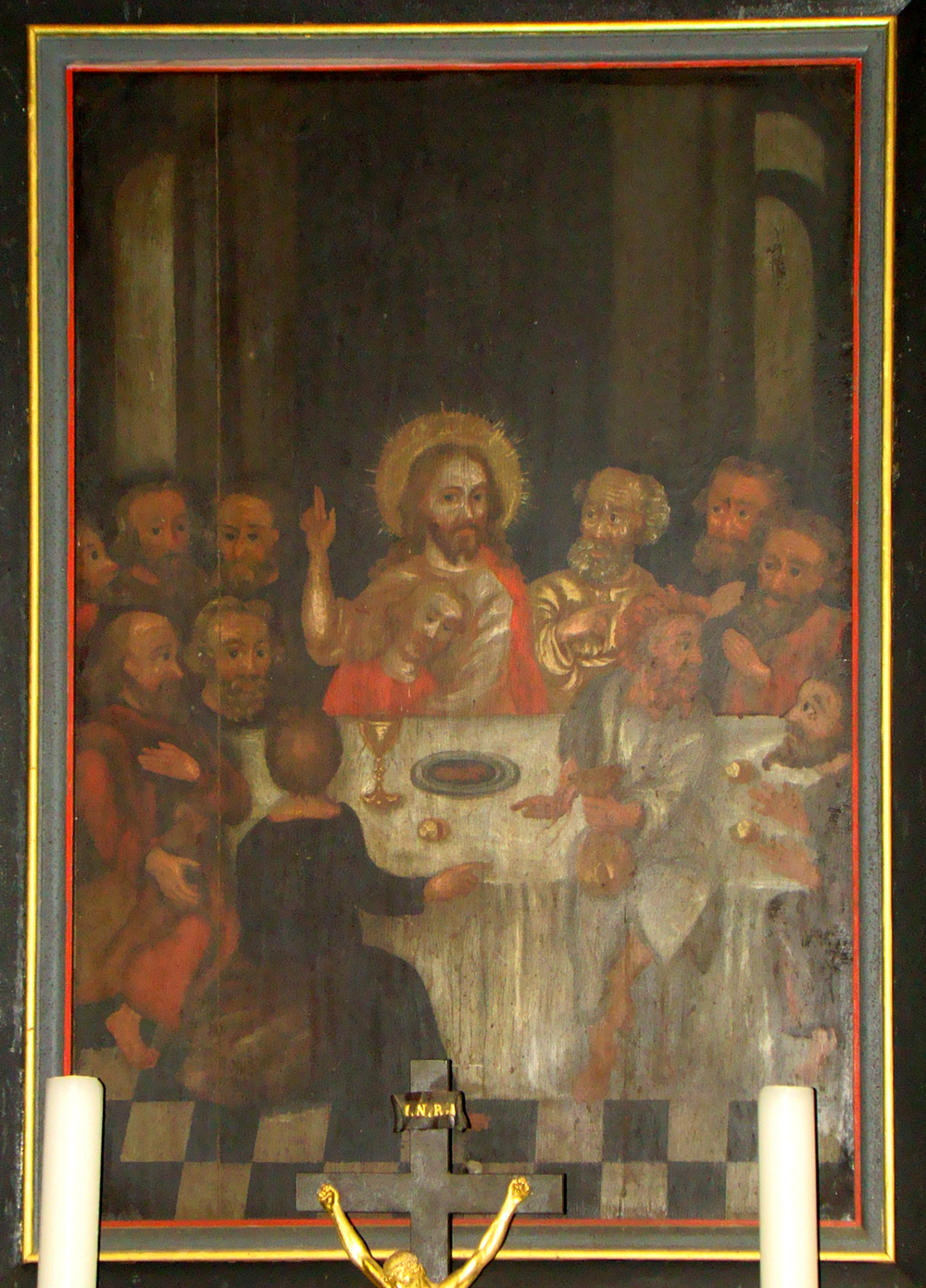
Hauptbild: Abendmahl
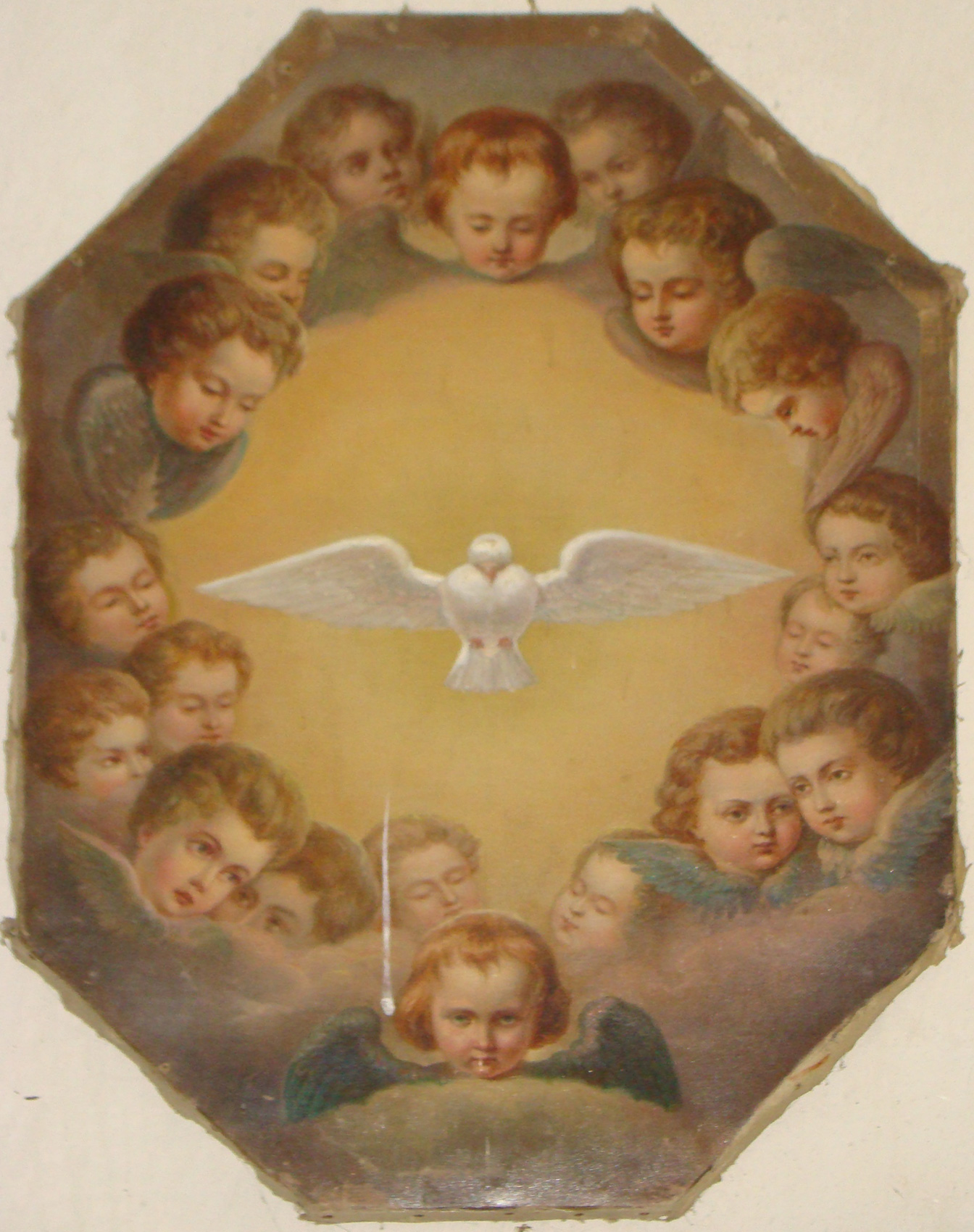
Abdeckung des oberen Altarbilds aus dem 19. Jahrhundert

### Patronatsloge, Kanzel und Empore

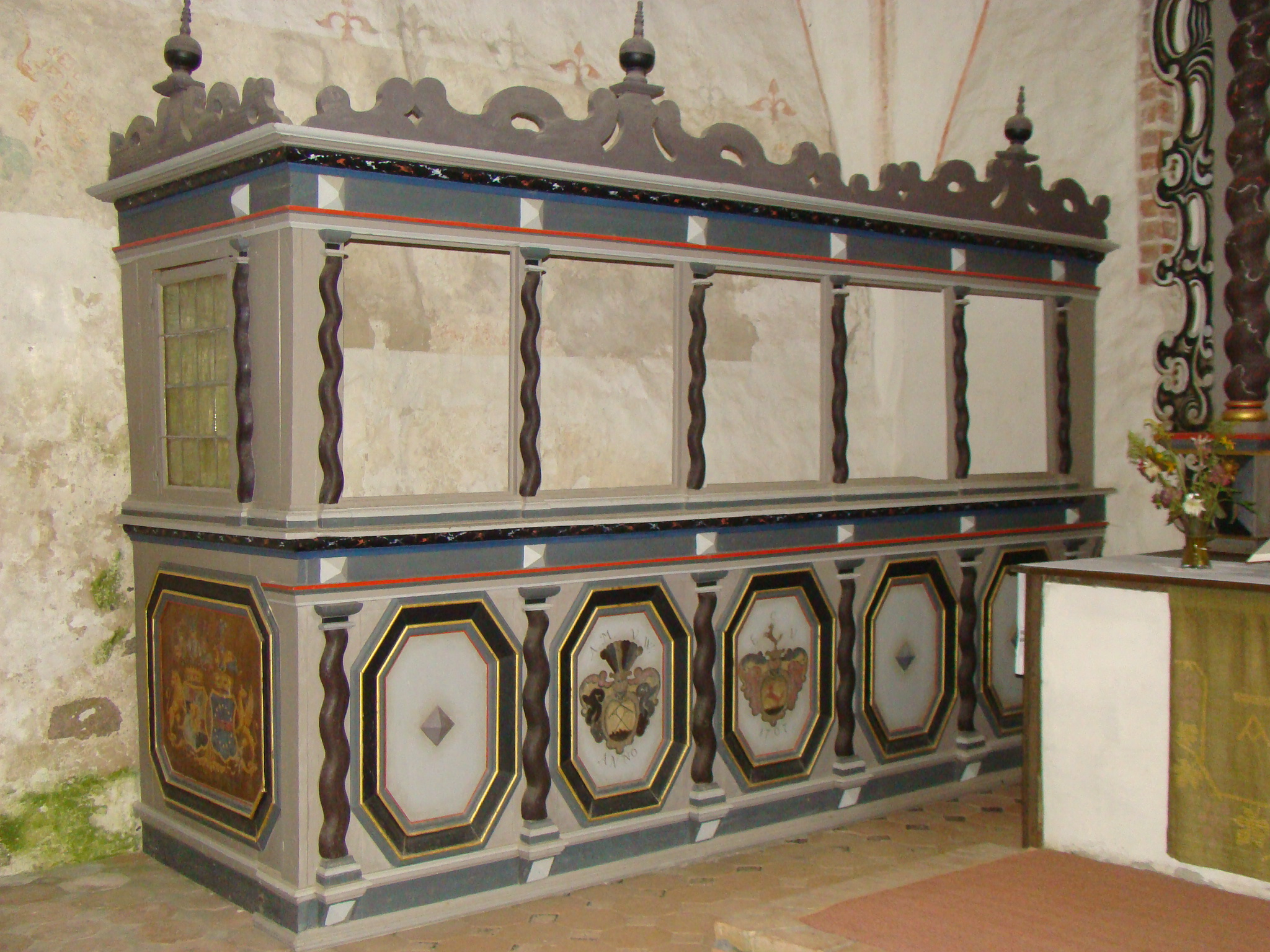
Patronatsloge

Die Patronatsloge links neben dem Altar befand sich einst erhöht auf einem Unterbau und weist mit Voluten, gedrehten Säulen und achteckigen Feldern denselben Schmuck wie der Altar auf. Die Vorderseite der Loge ist in zwei Feldern mit den Wappen des erwähnten Ernst Christoph von Voß (1655–1720) und seiner Gattin Anna Magdalena von Witzendorff verziert und auf 1707 datiert. Bei der Renovierung 1857 wurde an der Schmalseite das Allianzwappen der Grafen von Voß und der Familie von Berg ergänzt.
Die auf 1710 datierte Kanzel ist wie Altar und Patronatsloge mit Voluten und gedrehten Säulen verziert. Die vier Seiten des Kanzelkorbs zeigen in achteckigen Rahmen die Porträts der vier Evangelisten nebst ihren Symbolen und Evangelienzitaten.
Die auf Pfosten ruhende Orgelempore hat eine mit Bildtafeln von Jesus und den Aposteln sowie Johannes dem Täufer reich geschmückte Brüstung. Von den ursprünglich 14 Bildtafeln waren bis zur Renovierung 1964 schon zwei abhandengekommen und wurden dann durch Inschriftentafeln ersetzt. Als Maler der Bildtafeln kommt höchstwahrscheinlich der Maler des Altarbildes in Betracht.

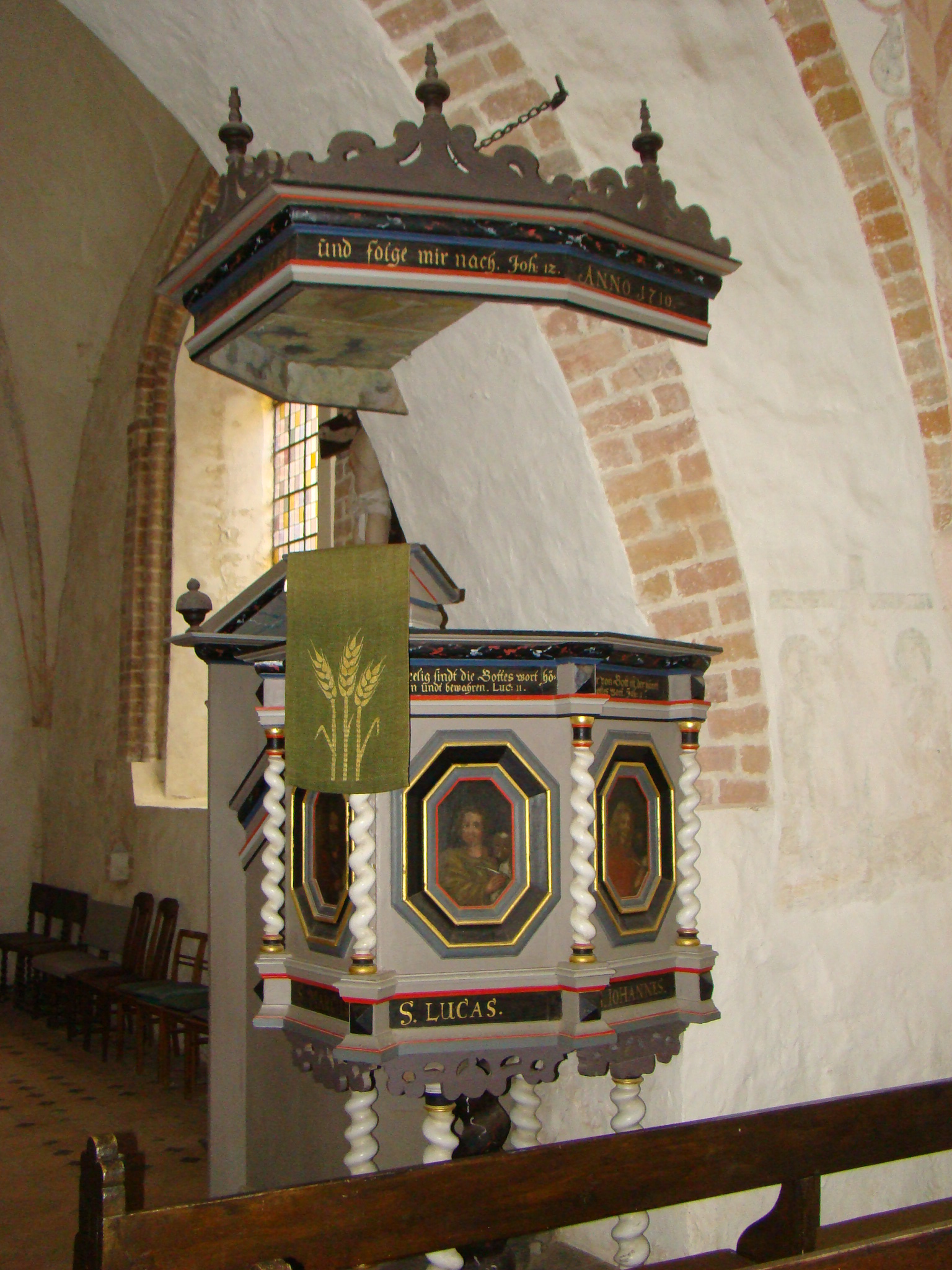
Kanzel
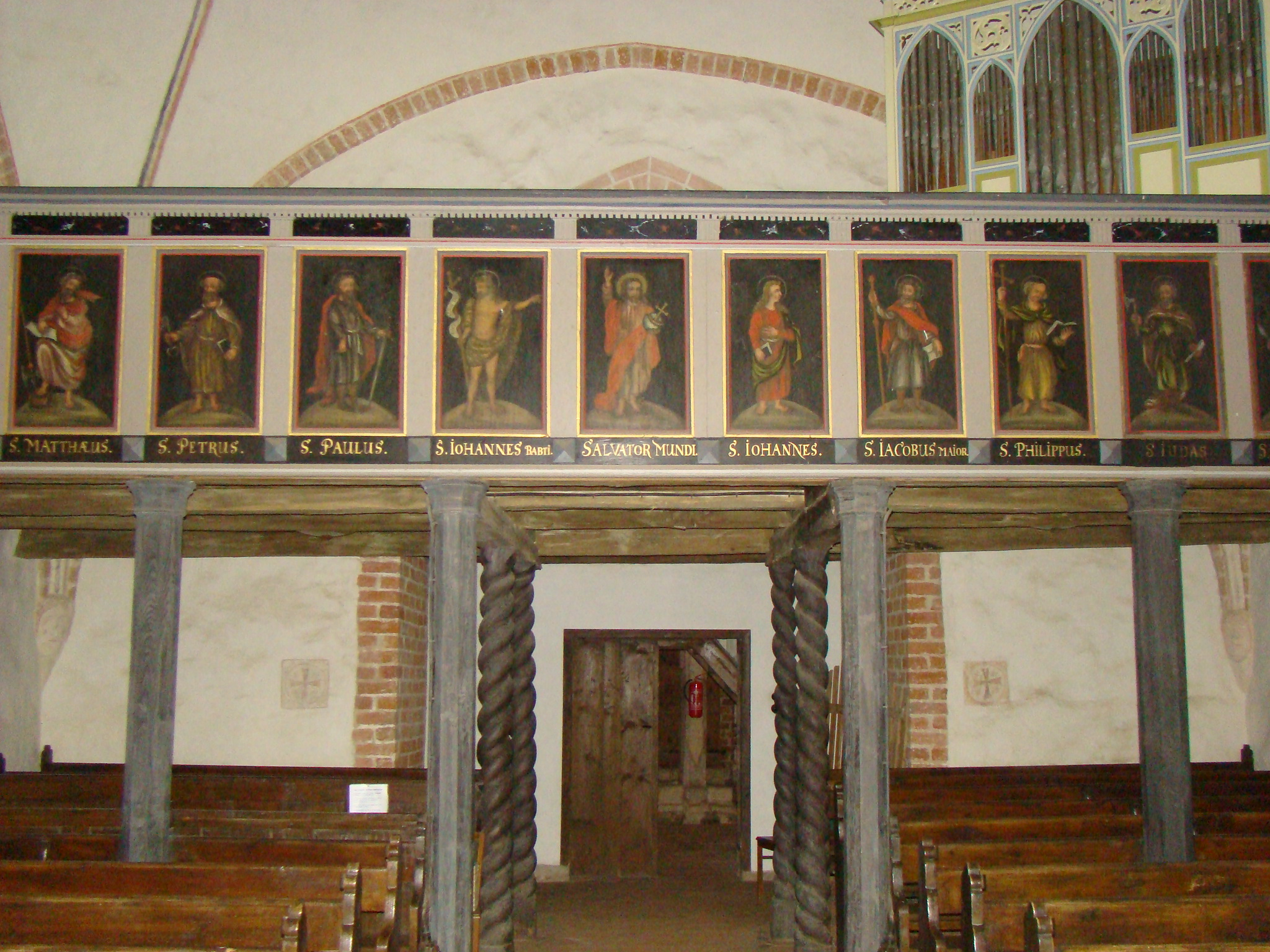
Empore mit bemalter Brüstung

### Sonstige Ausstattung

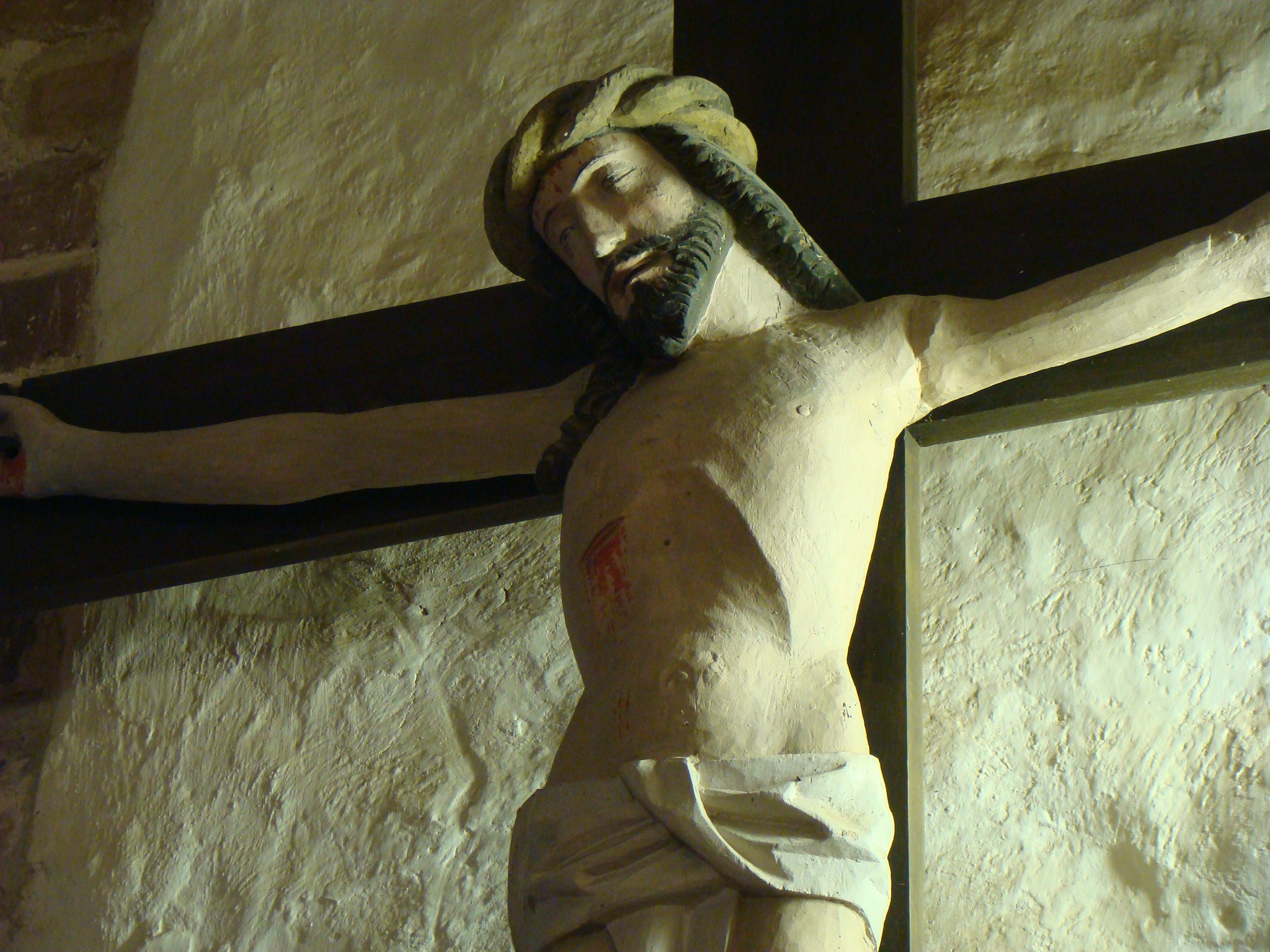
Kruzifix

Über der Sakristeitür befindet sich ein altes Kruzifix, das sich einst wohl über dem Triumphbogen im Chor befand. Das Kruzifix ist älter als Altar, Kanzel und Empore, seine Farbfassung ist jedoch jüngeren Datums.
Der bedeutendste Kunstschatz der Kirche war das 1526 datierte Gemälde Maria unter dem Apfelbaum von Lucas Cranach dem Älteren. Das Original wurde 1944 in Berlin restauriert und befindet sich heute in der Außenstelle Schloss Güstrow des Staatlichen Museums Schwerin, in der Kirche ist lediglich noch eine Kopie zu sehen.
Der älteste Kunstschatz der Kirche ist die historische Tauffünte, ein steinernes Taufbecken, das wohl älter als die Kirche ist und wohl schon in einem Vorgängerbauwerk oder an anderem Ort gestanden hat. Die Tauffünte zeigt vier männliche Masken, darunter eine mit Helm.
Die einmanualige Orgel mit neugotischem Serienprospekt und fünf Pfeifenfeldern mit linksseitigem Spieltisch auf der Empore wurde 1858 von Friedrich Hermann Lütkemüller gefertigt. Seit 1967 mit veränderter Gehäusefassung hat sie auf der Empore stehend auch über verschiedene Kriegszeiten ihre originalen Zinnpfeifen bewahren können. Nach Reparaturen durch den Orgelbauer Wolfgang Nußbücker aus Pau am See 1967 erfolgte 2008 eine Generalüberholung durch den Orgelbauer Jörg Stegmüller aus Berlin. Das Schleifladen-Instrument hat 7 Register auf einem Manual (C–d3: Principal 8′, Salicional 8’, Gedackt 8’, Praestant 4’, Flöte 4’, Octav 2’) und Pedal (C–c1: Subbass 16’). Die Trakturen sind mechanisch.
Im Turm der Kirche ist eine historische Glocke von 30 Zentnern Gewicht erhalten, die eine Inschrift in gotischen Majuskeln aufweist und gemäß der nicht eindeutig zu lesenden Inschrift wohl aus dem Jahr 1395 stammt. Zwei kleinere historische Glocken wurden einst eingeschmolzen.

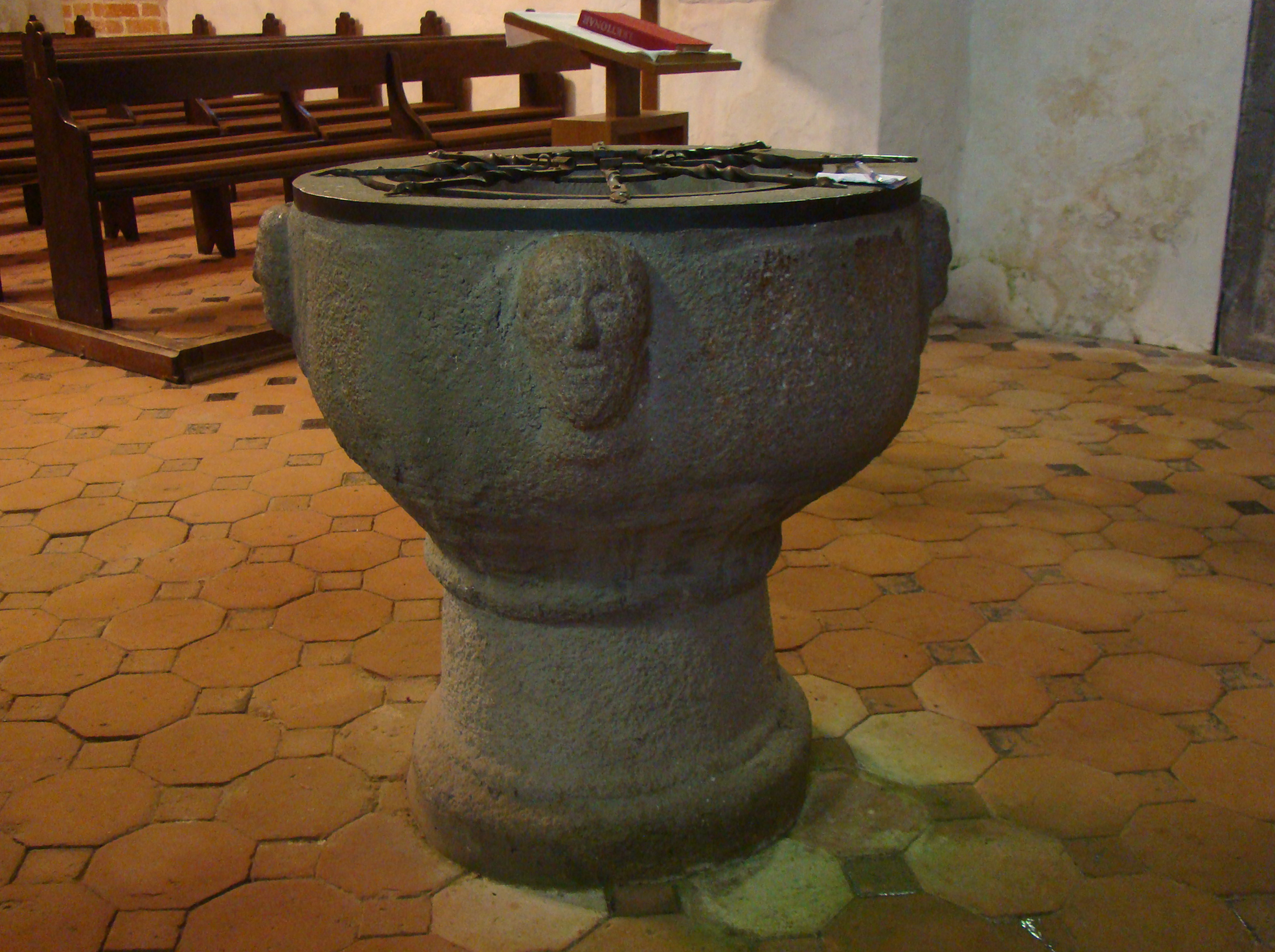
Taufstein
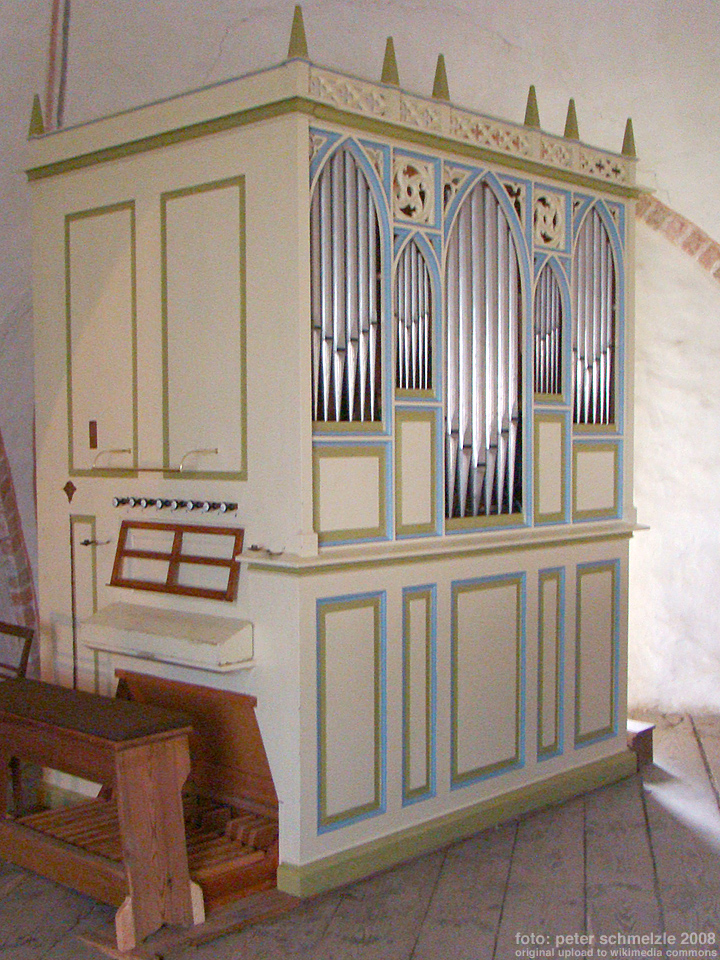
Lütkemüller-Orgel
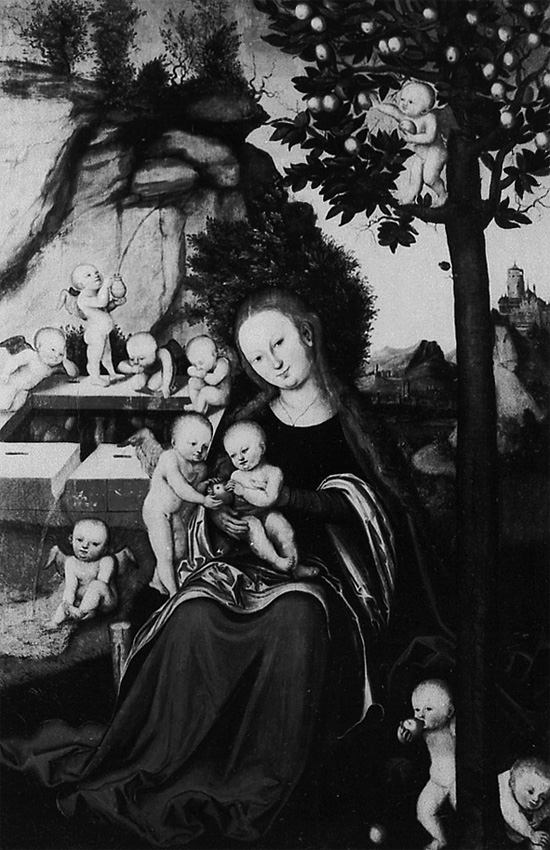
Cranach-Madonna (heute nur noch als Kopie in der Kirche)
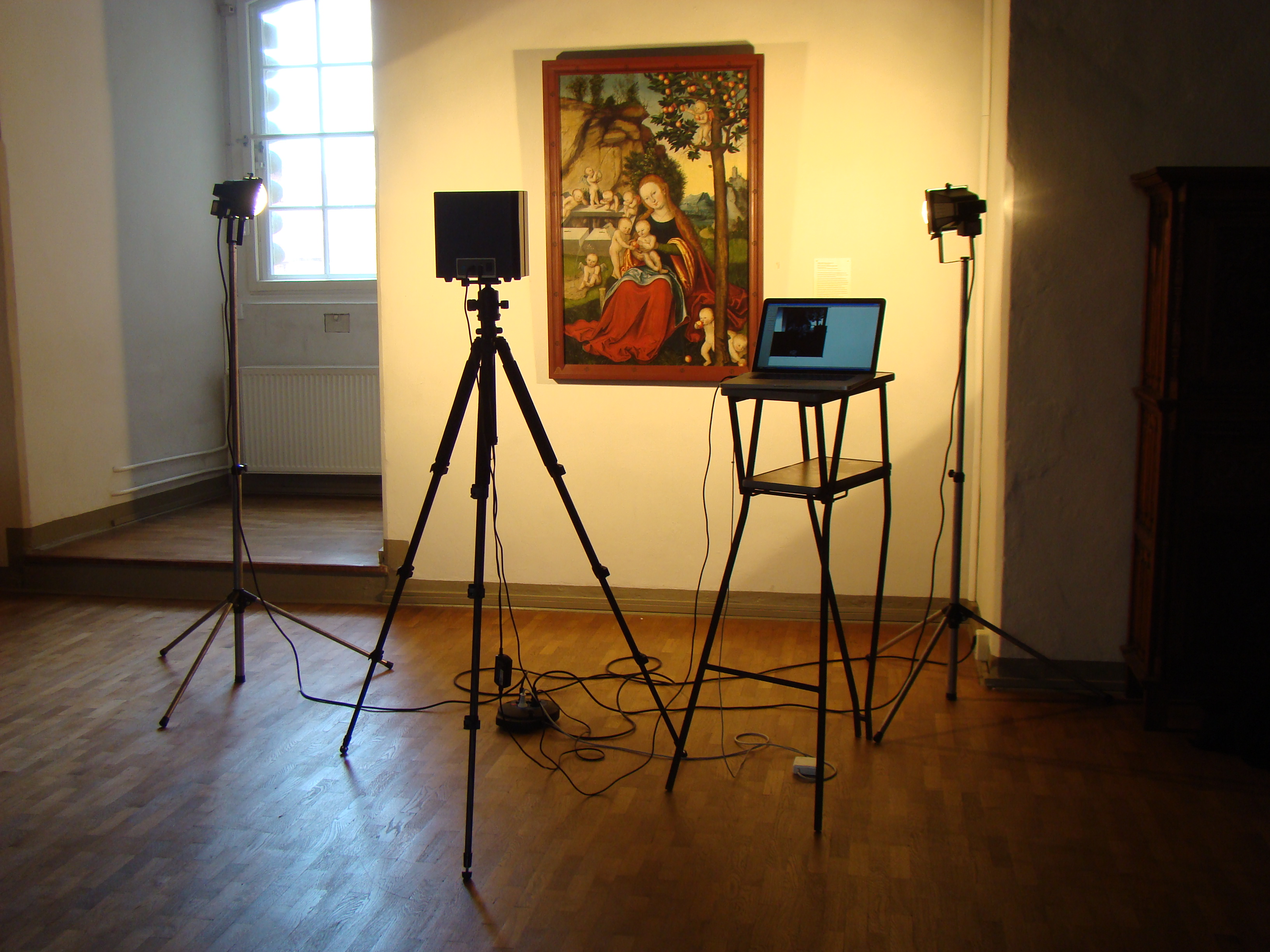
Untersuchung der echten Cranach-Madonna im Schloss Güstrow im April 2012

### Gedenktafeln

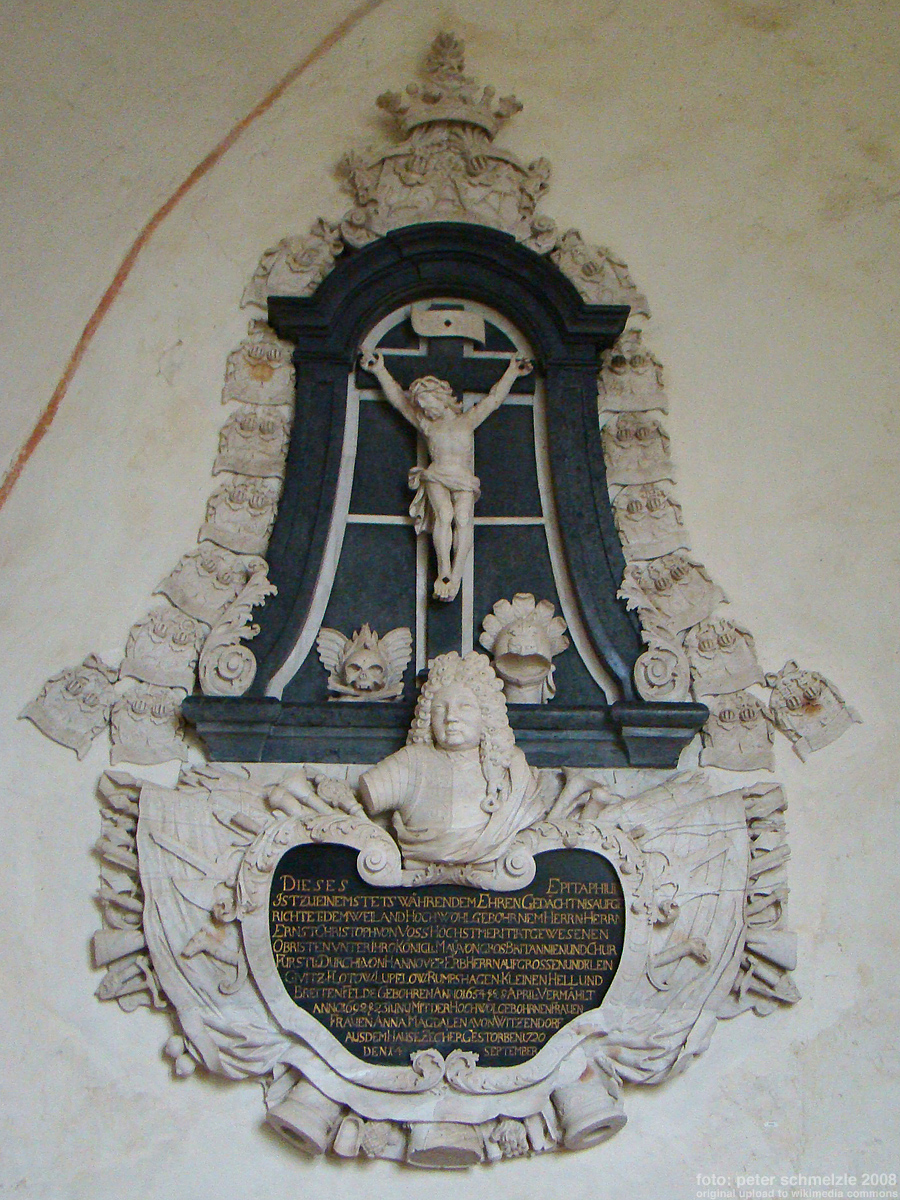
Voß-Epitaph

In der Kirche haben sich mehrere historische Gedenktafeln erhalten. Besonders schmuckvoll ist das mit zahlreichen kriegerischen Symbolen, dem Gekreuzigten und einer Büste des Verstorbenen versehene Epitaph des Ernst Christoph von Voß an der Nordwand des Chores, unter dem sich noch der Grabstein der Eheleute befindet, dessen Beschriftung in den Lebensdaten in Details abweicht, aber eindeutig dieselben Personen bezeichnet. In der Sakristei befinden sich Gedenktafeln für zwei weitere Grafen Voß sowie für die Teilnehmer der Befreiungskriege 1813/15.

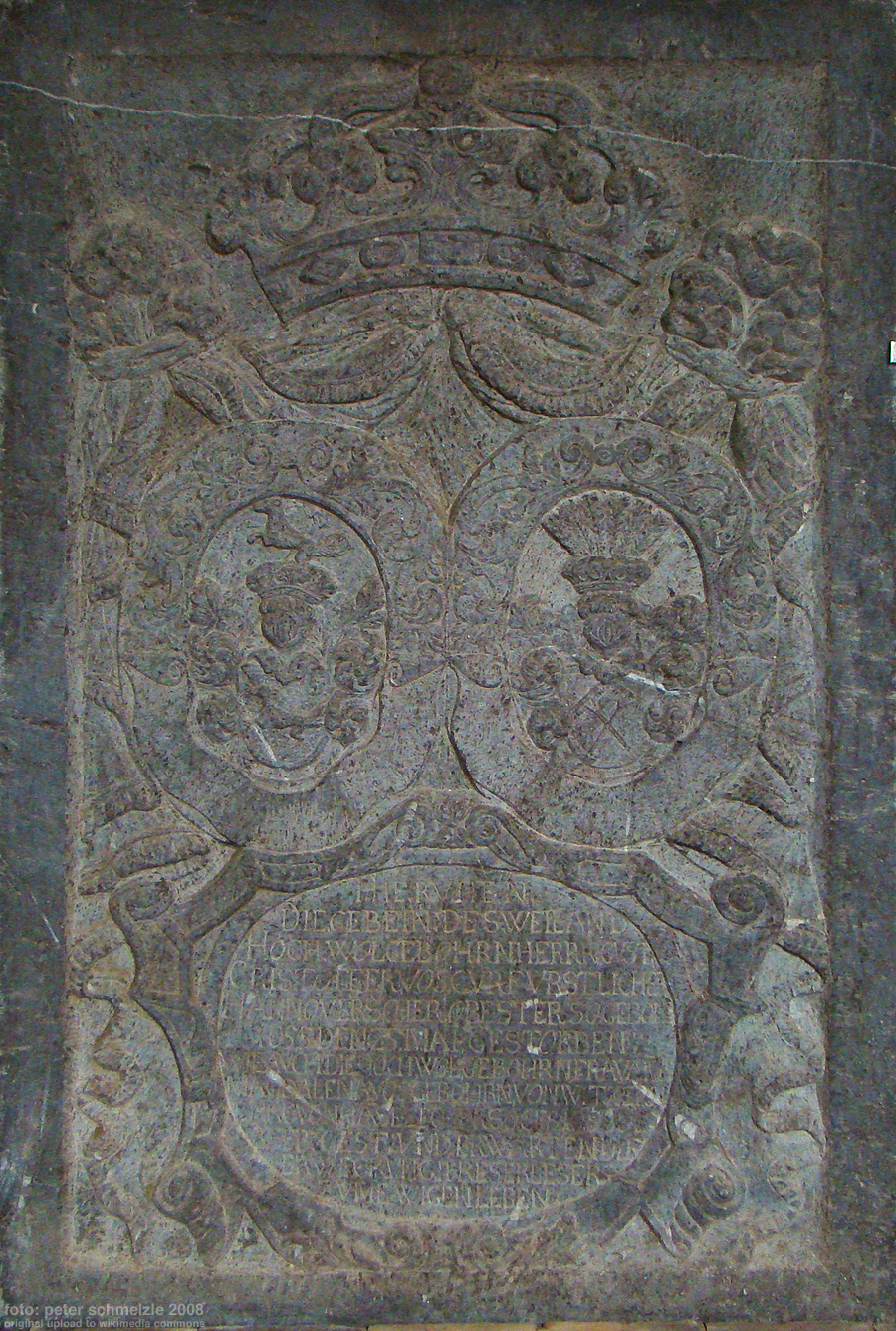
Voß-Grabstein
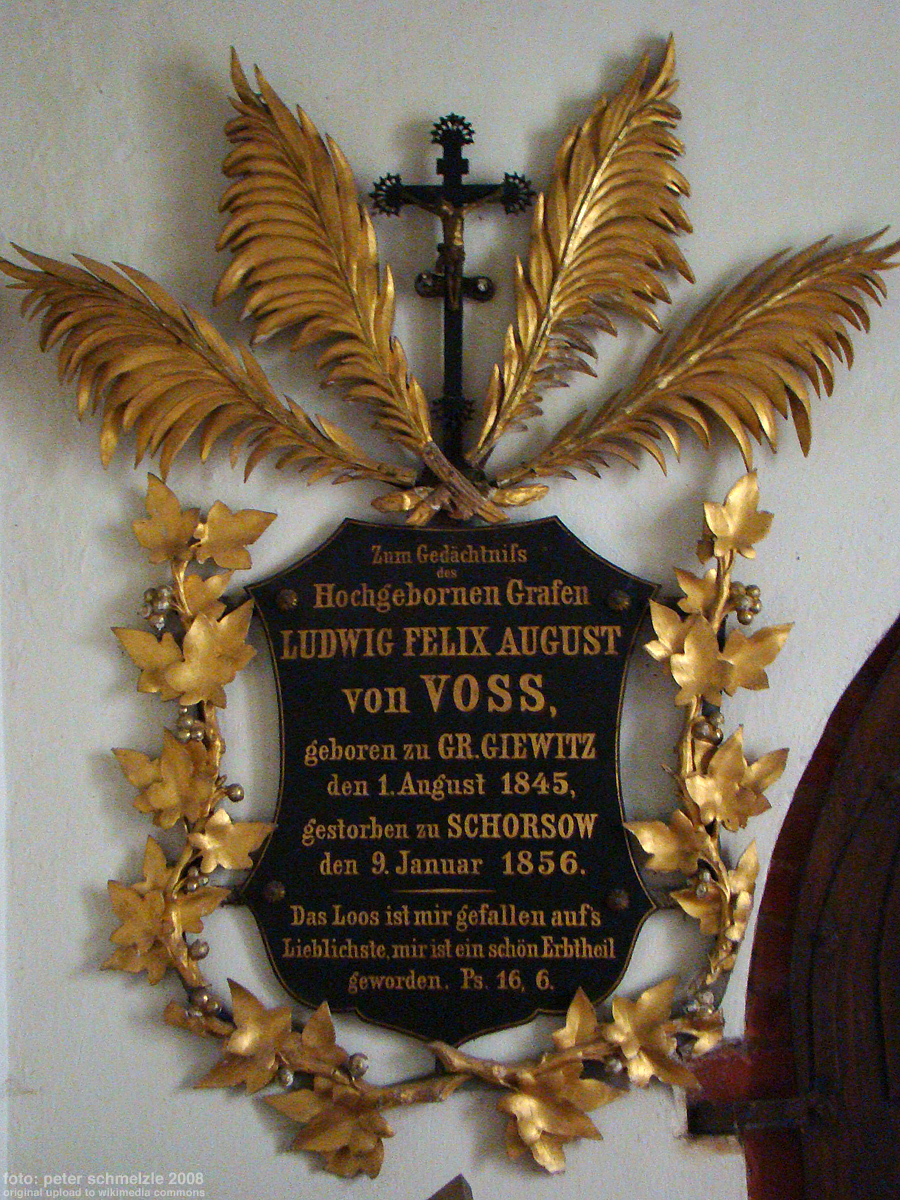
Voß-Gedenktafel
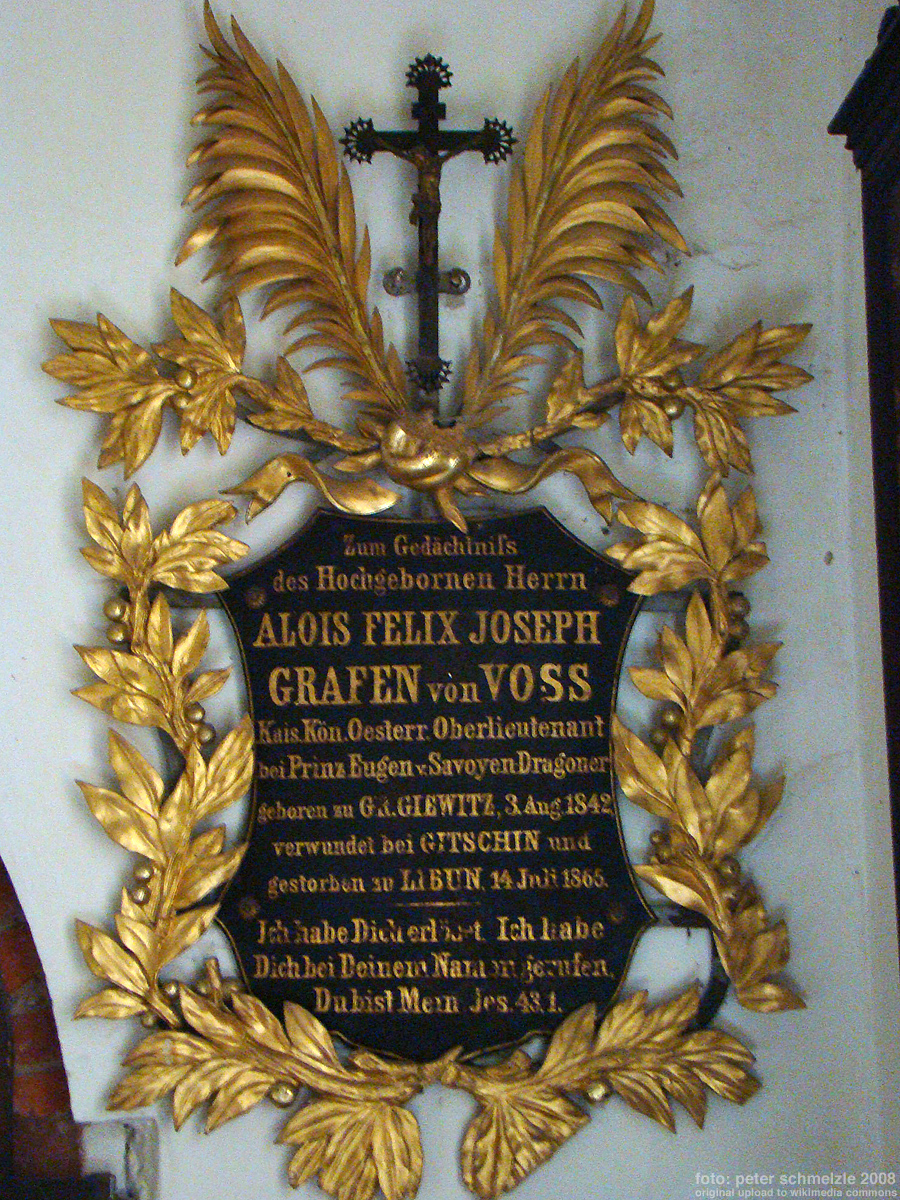
Voß-Gedenktafel